# Odbijacz

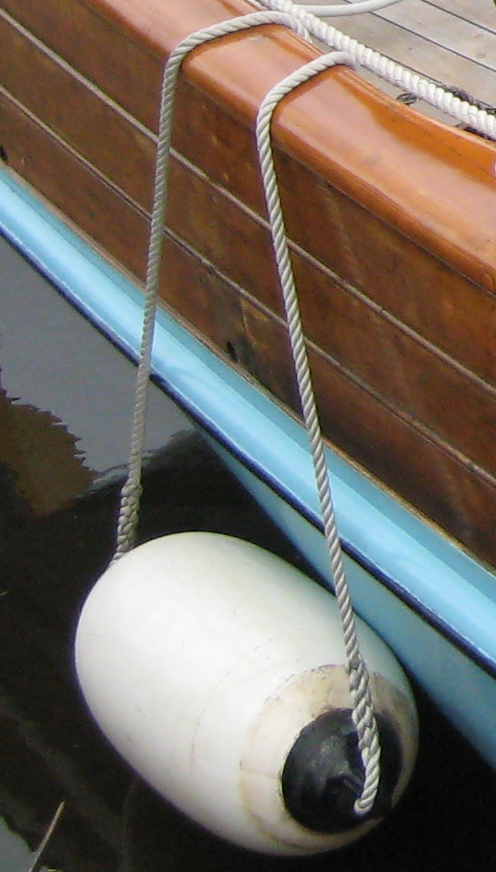
Odbijacz chroniący burtę jachtu

Odbijacz – przedmiot pochłaniający energię uderzenia jednostki pływającej o nabrzeże lub inną jednostkę w czasie manewrów lub podczas postoju oraz zabezpieczający burtę i nabrzeże przed uszkodzeniami na skutek tarcia.
Odbijacze mogą być zamocowane na stałe na nabrzeżu lub powieszone na burcie statku na czas postoju. Jako odbijacze wykorzystywane są belki drewniane, stare opony lub krótkie kawałki grubych lin. Dawniej odbijacze wykonywano również z płótna żaglowego wypełnionego sprężystym materiałem. Współcześnie najczęściej produkowane są przemysłowo jako „balony” ze spienionej gumy (pływające) o objętości kilku metrów sześciennych (Yokohamy) oraz konstrukcje ze stali i gumy lub specjalnych tworzyw sztucznych mocowane do nabrzeża.

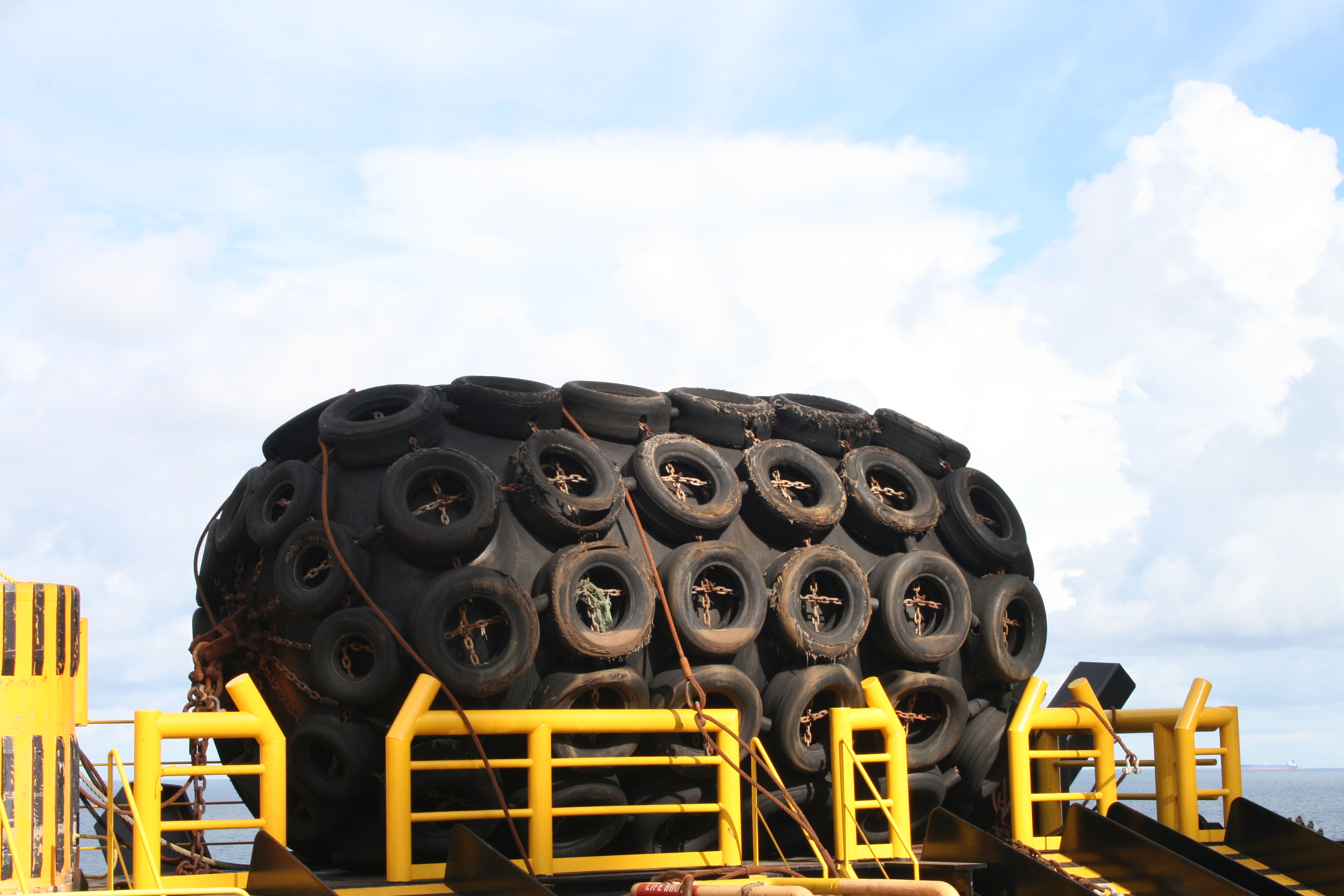
Duży odbijacz typu Yokohama
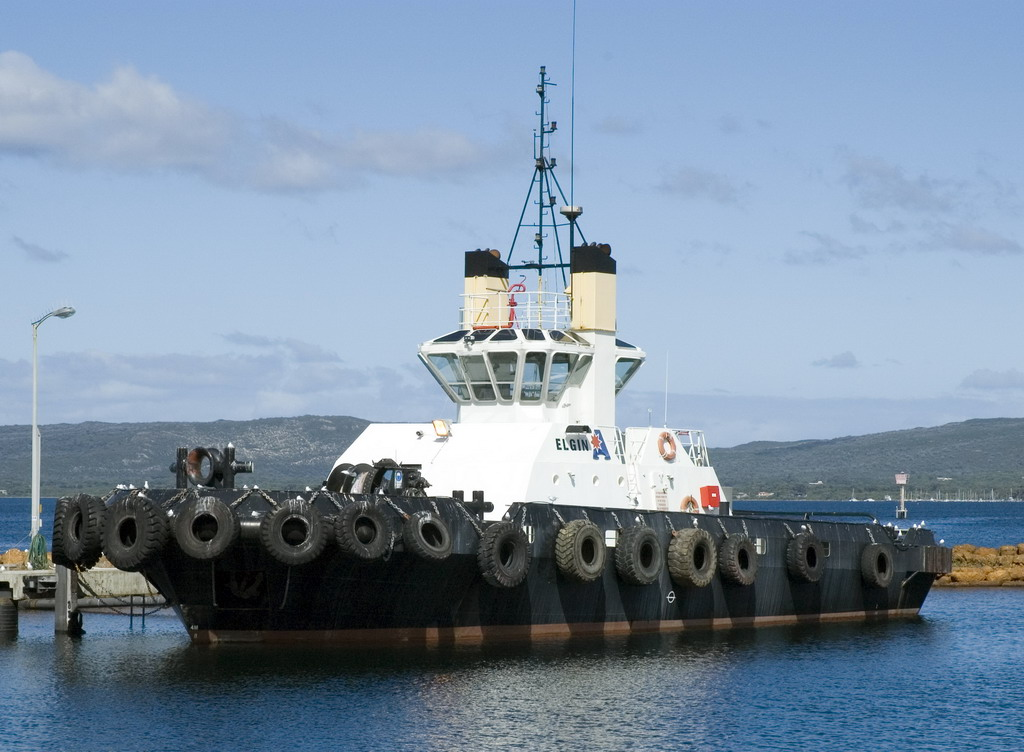
Stare opony jako odbijacze na burtach holownika
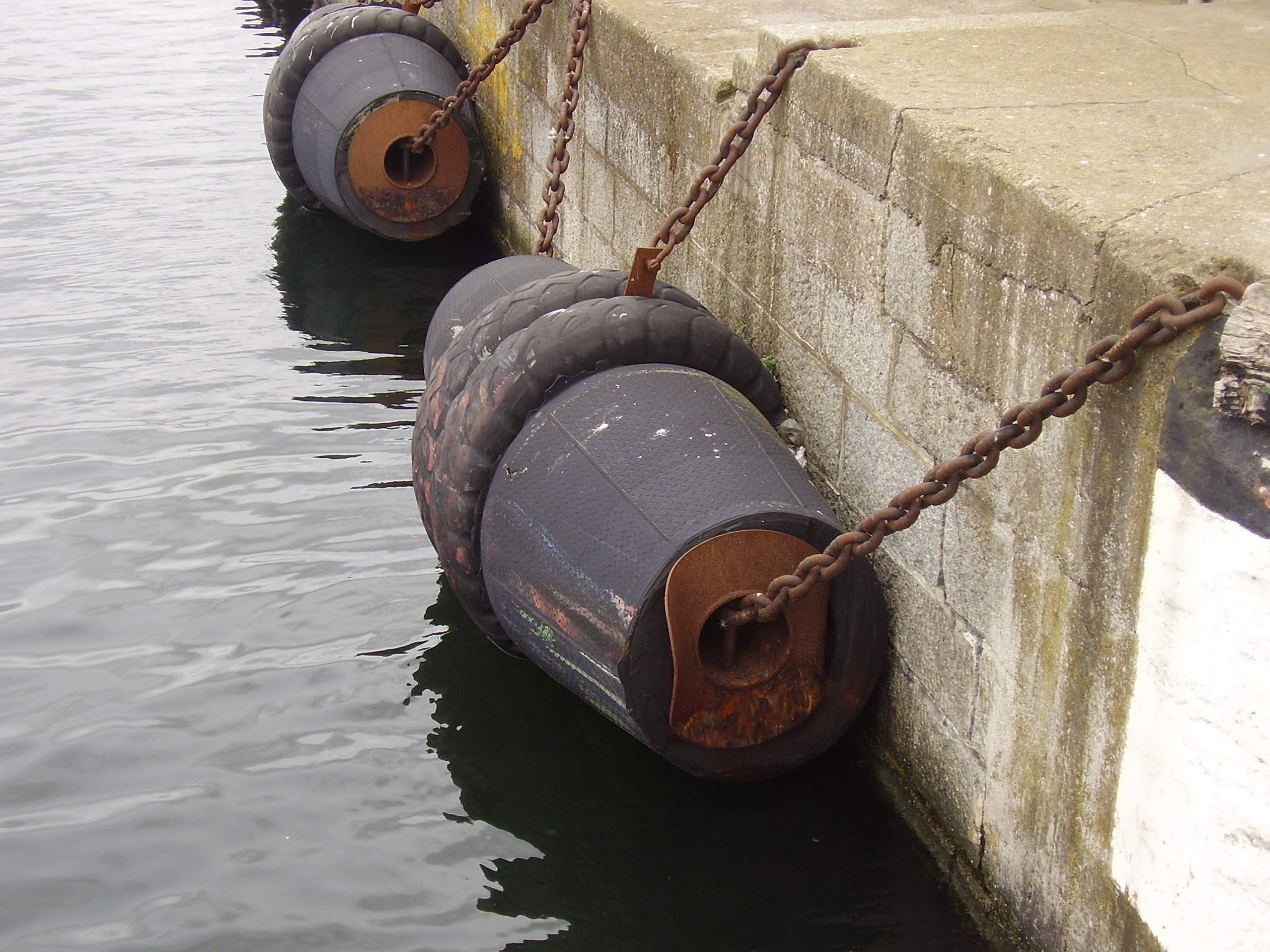
Odbijacze zamontowane na nabrzeżu
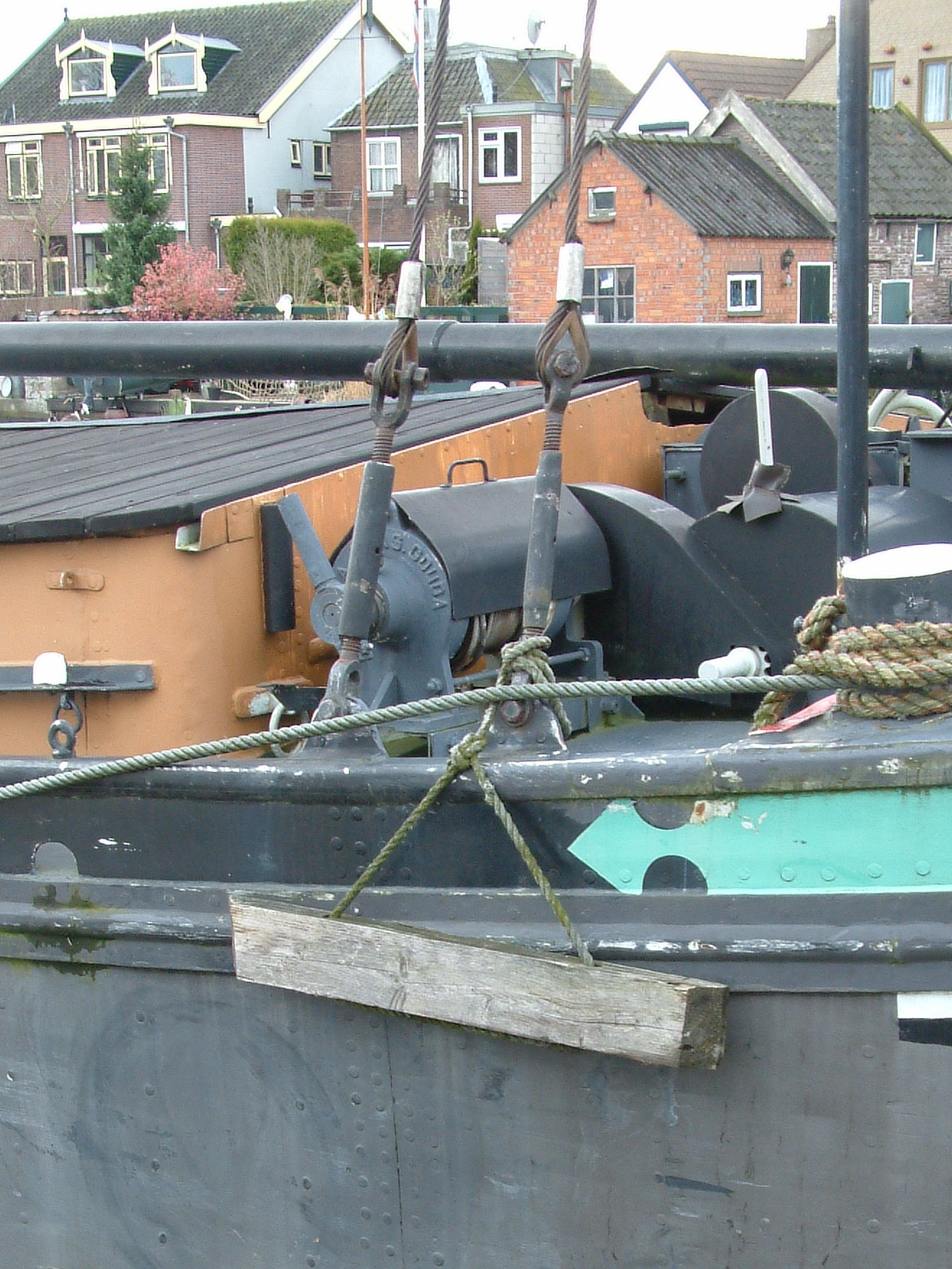
Drewniana belka używana jako odbijacz